# Малі Водениці
Малі Водениці (словен. Male Vodenice) — поселення в общині Костанєвиця-на-Кркі, Споднєпосавський регіон, Словенія. Висота над рівнем моря: 387,4 м.